# Вараждинска бискупија
Вараждинска бискупија и управна јединица (дијецеза) Католичке цркве у Хрватској. Утемељио је Папа Јован Павле II, 5. јула 1997. године заједно са Пожешком бискупијом издвајањем из састава Загребачке надбискупије. И даље је остала подређена Загребачкој митрополији.

## Историјат
На челу бискупије од њеног оснивања до 19. августа 2006. био је бискуп Марко Цулеј. Папа Бенедикт XVI. именовао је 20. марта 2007. Јосипа Мрзљака другим вараждинским бискупом. Трећи бискуп Вараждинске бискупије је Боже Радош, којег је именовао и Папа Фрања 2019. године.
Територија Вараждинске бискупије обухвата подручје Вараждинске и Међимурске жупаније, већи дио Подравине те сјеверни дио Хрватског загорја. Природну границу између садашње Загребачке надбискупије и Вараждинске бискупије чине гора Иваншчица, те подручја Калника и Билогоре. Сјеверну границу Вараждинске бискупије представљају ријеке Мура и Драва, односно државна граница Републике Хрватске с Мађарским и Словенијом.
У црквеноправном погледу Вараждинска бискупија и бискуп суфраган су подређени Загребачкој митрополији. Вараждинска бискупија састоји се од четири намјесништва: Загорско врбовечки, Бекшински, Комарнички, Вараждински.

## Вараждински бискупи
1. Марко Цулеј (1997. - 2006)
2. Јосип Мрзљак (2007. - 2019)
3. Боже Радош (2019. -)